# Center for Scientific Integrity
Centrum Uczciwości Naukowej (Center for Scientific Integrity – CSI) – organizacja non-profit założona w 2014 roku przez współzałożycieli Retraction Watch w celu promowania przejrzystości i uczciwości w nauce i publikacjach naukowych, a także rozpowszechniania najlepszych praktyk i zwiększania wydajności w nauce.

## Finansowanie
Praca centrum jest finansowana dzięki dotacjom z Fundacji Johna D. i Catherine T. MacArthur, Fundacji Laury i Johna Arnoldów oraz Leona M. i Harry’ego B. Helmsley Trust.

## Cele CSI
Cele Centrum mieszczą się w czterech szerokich obszarach:
1. Baza danych retrakcji, wyrazów wątpliwości (expressions of concern) i powiązanych wydarzeń wydawniczych, wygenerowana przez pracę Retraction Watch. Baza danych będzie swobodnie dostępna dla naukowców, badaczy i wszystkich innych zainteresowanych analizą informacji.
2. Dłuższe, bardziej wpływowe publikacje, w tym artykuły, raporty i książki.
3. Stypendia na temat uczciwości naukowej i zachęt w nauce.
4. Pomoc i wsparcie dla grup i osób, których interesy w zakresie przejrzystości i odpowiedzialności krzyżują się z naszymi i które mogłyby skorzystać ze wspólnej wiedzy i zasobów.